# Megan Armitage
Megan Armitage (12 augustus 1996) is een Iers voormalig wielrenster die haar eerste profcontract tekende op 25-jarige leeftijd.

## Carrière
Armitage begon op relatief late leeftijd pas met wielrennen. Tijdens de coronapandemie begon ze met het beoefenen van de wielersport. Dit zorgde al snel voor een eerste contract voor de Ierse renster. In 2021 tekende ze bij Team Rupelcleaning wat in 2022 IBCT heette. Het jaar nadien reed ze bij de Franse wielerploeg Arkéa Pro Cycling Team. Namens deze ploeg boekte ze haar eerste overwinningen, ze won de ploegentijdrit en de derde etappe in de Ronde van de Extremadura. Daarnaast won ze het eind- en puntenklassement in de eerste editie van deze Spaanse wielerwedstrijd. Met deze eindzege schreef ze geschiedenis voor de Ierse wielersport, ze was namelijk de eerste vrouwelijke renster uit het land dat een meerdaagse wielerwedstrijd won. In 2024 tekende ze een meerjarig contract bij EF-Oatly-Cannondale.
In 2024 nam ze deel aan de Olympische Spelen in Parijs, in de wegwedstrijd werd ze 35e.

## Overwinningen
2023
1e (TTT) en 3e etappe Ronde van de Extremadura
Eind- en puntenklassement Ronde van de Extremadura

### Resultaten in voornaamste wedstrijden
|      | \| Jaar \| Gent-Wevelgem \| Luik-Bast.‑Luik \| Brabantse Pijl \| Trofeo Alfredo Binda \| \| WK op de weg \| \| ---- \| ------------- \| --------------- \| -------------- \| -------------------- \| \| ------------ \| \| 2021 \| \| \| \| \| \| opgave \| \| 2022 \| \| \| 26e \| \| \| \| \| 2023 \| \| 33e \| 56e \| \| \| 79e \| \| 2024 \| opgave \| \| \| buit.tijd \| \| \| |                 |                |                      |  |              |
| Jaar | Gent-Wevelgem | Luik-Bast.‑Luik | Brabantse Pijl | Trofeo Alfredo Binda |  | WK op de weg |
| 2021 | |                 |                |                      |  | opgave       |
| 2022 | |                 | 26e            |                      |  |              |
| 2023 | | 33e             | 56e            |                      |  | 79e          |
| 2024 | opgave |                 |                | buit.tijd            |  |              |

## Ploegen
- 2021 –  Team Rupelcleaning
- 2022 –  IBCT
- 2023 –  Arkéa Pro Cycling Team
- 2024 –  EF-Oatly-Cannondale
- 2025 –  EF-Oatly-Cannondale tot 1 april

Armitage · Borghesi · Cadzow · Emond · Ewers · Faulkner   · Henttala · Jackson · Kakita (vanaf 31/7) · Kessler · Knaven (vanaf 24/6) · Koppenburg · Labecki · Quinn · Rüegg · Stannard · Vallieres
Armitage (tot 1/4) · Berton · Borghesi · Cadzow · Christie · Emond · Ewers · Faulkner   · Henttala · Jackson · Kerbaol · Kessler · Knaven · Roy · Rüegg · Vallieres · Volstad · van der Wolf